# Duranta
Duranta es un género de plantas con flores de la familia Verbenaceae. Son arbustos y pequeños árboles, nativos de América, desde el sur de Florida y México hasta el norte de Argentina. Comprende 73 especies descritas y de estas, solo 32 aceptadas. En Colombia reciben el nombre común de adonis y en Nicaragua el nombre de  arcoiris .
Duranta es utilizado en Pakistán como barrera o como planta ornamental. En Colombia se utiliza para hacer setos y guardaparques.

## Descripción
Son arbustos que alcanzan un tamaño de 2–4 m de alto, con espinas o frecuentemente inermes (en Nicaragua). Con hojas opuestas, simples, obovado-espatuladas a elípticas, de 3.2–7 cm de largo y 1.5–3 cm de ancho, ápice agudo (a redondeado), base atenuada, margen entero o con pocos dientes irregulares en la mitad superior, glabrescentes. Inflorescencia en racimos de 5–22 cm de largo, terminales y axilares, a veces presentándose como panículas, frecuentemente recurvada o péndula, bractéolas 3–4 mm de largo;  corola zigomorfa, más o menos hipocrateriforme, azul, lila o blanca, con tubo angosto de 7–10 mm de largo, 5-lobada, lobos desiguales de 3–5 mm de largo; fruto drupáceo, pirenos 4, cada uno con 2 semillas.

## Taxonomía
El género fue descrito por Carlos Linneo y publicado en Species Plantarum 2: 637. 1753. La especie tipo es:  Duranta erecta L

## Especies seleccionadas
- Duranta dombeyana
- Duranta erecta
- Duranta lorentzii
- Duranta mutisii
- Duranta triacantha
- Duranta variegada

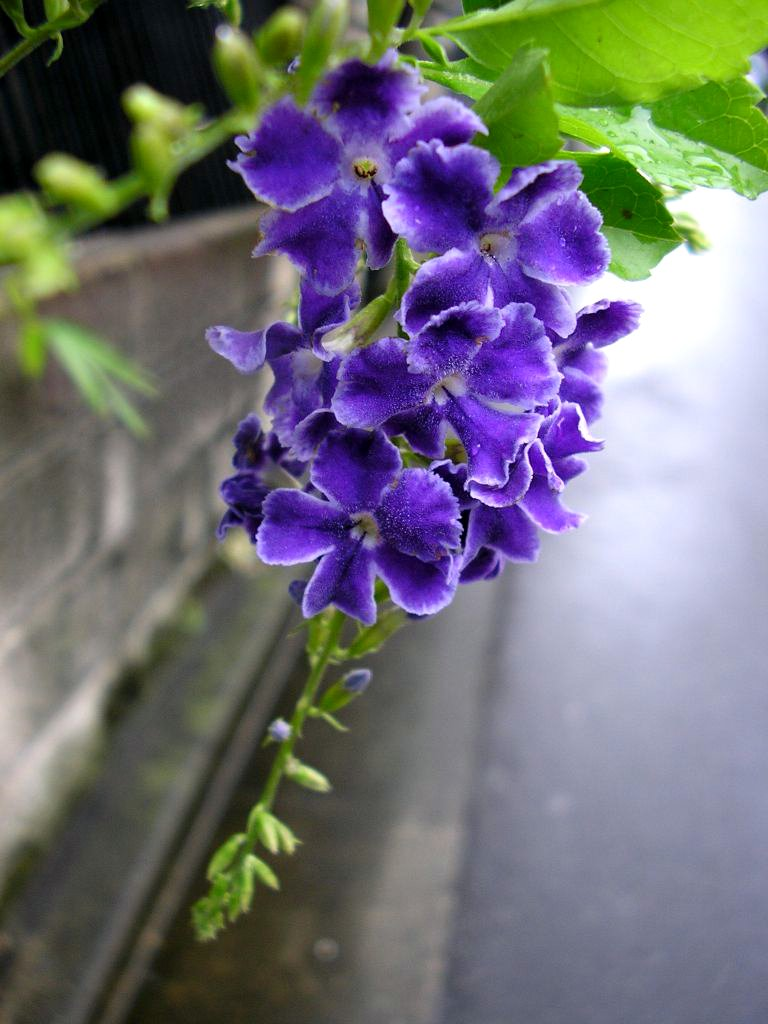
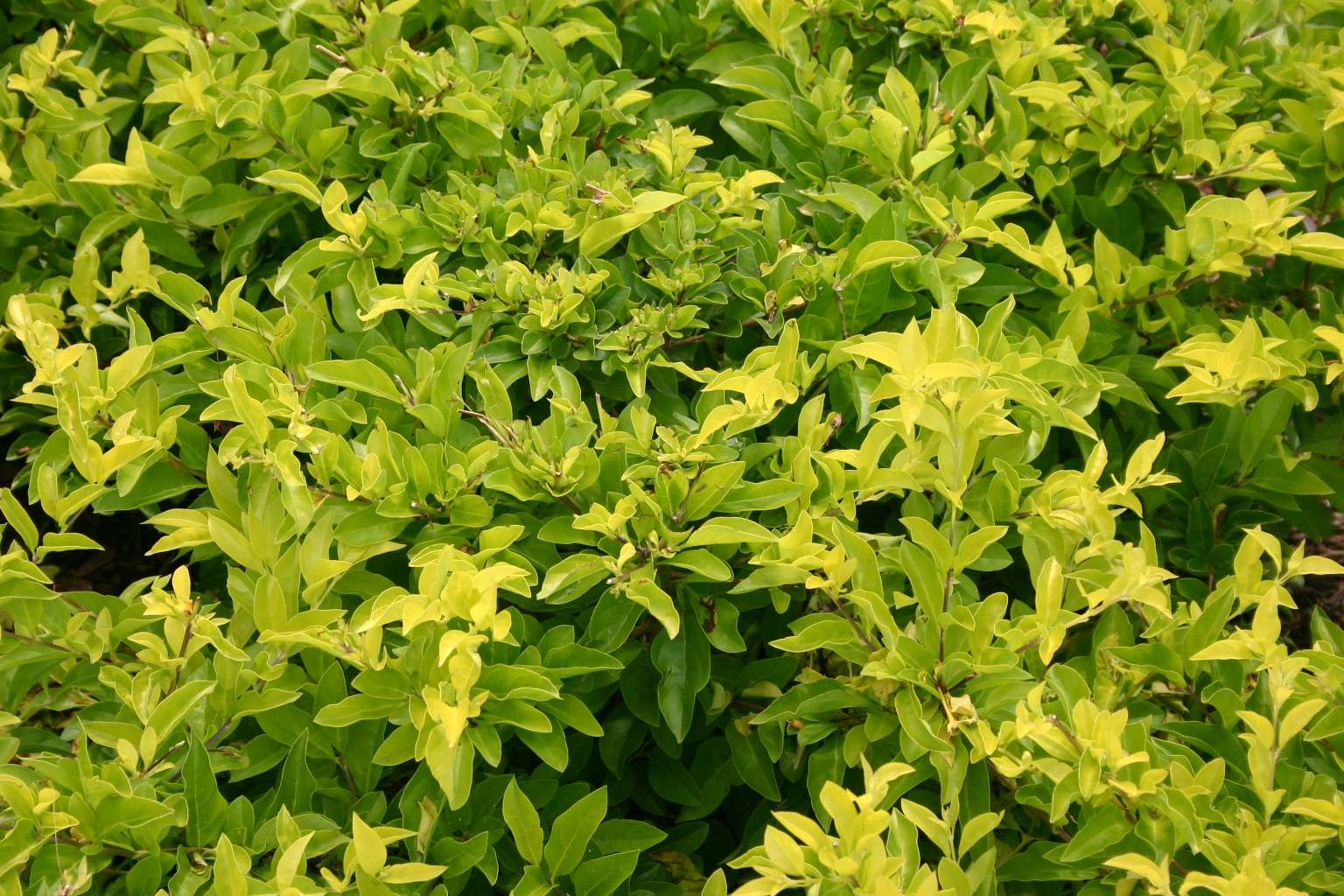
Golden Duranta
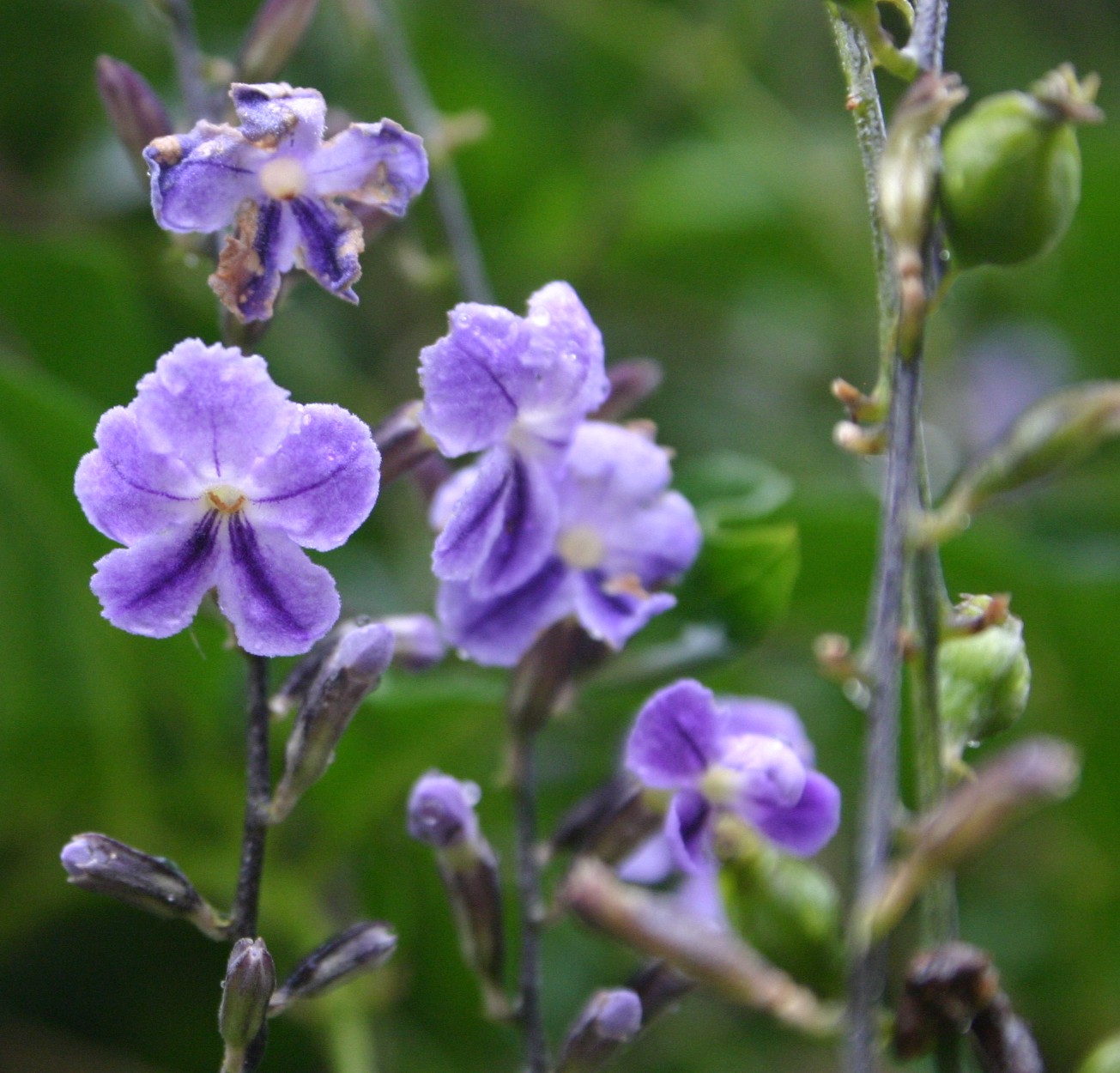
Duranta repens L.